# Oecleus jenniferae
Oecleus jenniferae är en insektsart som beskrevs av Kramer 1977. Oecleus jenniferae ingår i släktet Oecleus och familjen kilstritar. Inga underarter finns listade i Catalogue of Life.